# ルイージ・フェルディナンド・マルシーリ

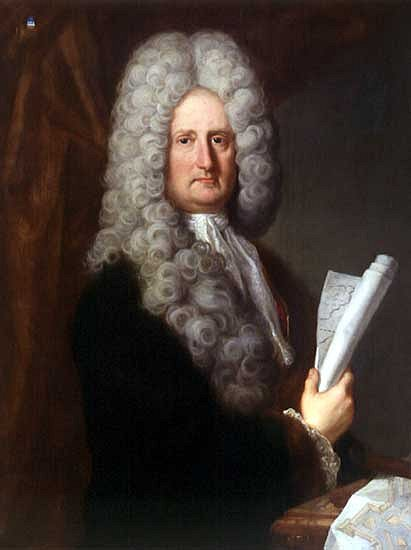
ルイージ・フェルディナンド・マルシーリ

ルイージ・フェルディナンド・マルシーリ（Luigi Ferdinando Marsili、or Marsigli、ラテン名: Marsilius、1658年7月10日 - 1730年11月1日）はイタリアの博物学者である。ハプスブルク君主国の外交官、軍人としても働いた。

## 略歴
ボローニャで生まれた。古代からの貴族の家系で、貴族としての教育を、ボローニャの最高の教師から受けた。ボローニャで科学を学んだ後、小アジアを旅し、オスマン・トルコの軍制や博物学に関する知識を集めた。帰国した後、1862年から神聖ローマ帝国のレオポルト1世に仕え、オスマン・トルコ軍との戦いに加わるがラーバ川での戦いで負傷し、捕虜となり開放されたのは1684年である。その後も帝国陸軍で働き、軍事技術者としての才能を認められた。1686年のブダでの奪還や翌年の神聖同盟軍のトランシルヴァニアへの進出に貢献した。
1699年にカルロヴィッツ条約が結ばれ、停戦が発効し、トルコから領土が割譲された後、境界確定代表団を率いた。マルシーリは850kmにも及ぶ旧ハンガリー王国内のトルコとの境界の地図を作成した。長くハンガリーに留まり、博物学的な知識、試料、古物を集め、後に6巻におよぶドナウ川流域に関する著作、"Danubius Pannonico-Mysicus"（出版は1726年、概要Prodromusは1700年に出版された。）を執筆した。
スペイン継承戦争では、ライン川沿いのブライザッハの要塞を守るダルコ伯爵（Johann Philipp d'Arco）の副官を務めるが、1703年にクロード・ルイ・エクトル・ド・ヴィラールの率いるフランス軍にわずか13日間でダルコ伯爵が降伏した罪を問われ、ダルコ伯爵は死刑となり、マルシーリは神聖ローマ帝国の名誉称号を剥奪された。
神聖ローマ帝国の軍から離れたマルシーリは、スイス、その後、フランスを旅し、マルセイユなどで過ごし、海の生物の研究もした。訪れた地の産物、鉱物、鳥類、魚類の収集を行った。ボローニャに戻った後、コレクションは1712年にボローニャ大学に贈られた。ボローニャ大学に科学研究所を設立し、ドミニカ修道院の費用で最高の活字をそろえた印刷所も設立した。
主著の"Danube"（「ドナウ川」））は1726年にアムステルダムとハーグで出版され、地図の部分は1744年に出版された。1725年に海洋学に関する著作も発表した。
1715年にパリの科学アカデミー外国人会員に選ばれた。ロンドン王立協会のフェローにも選ばれた。

## Danubeの図版

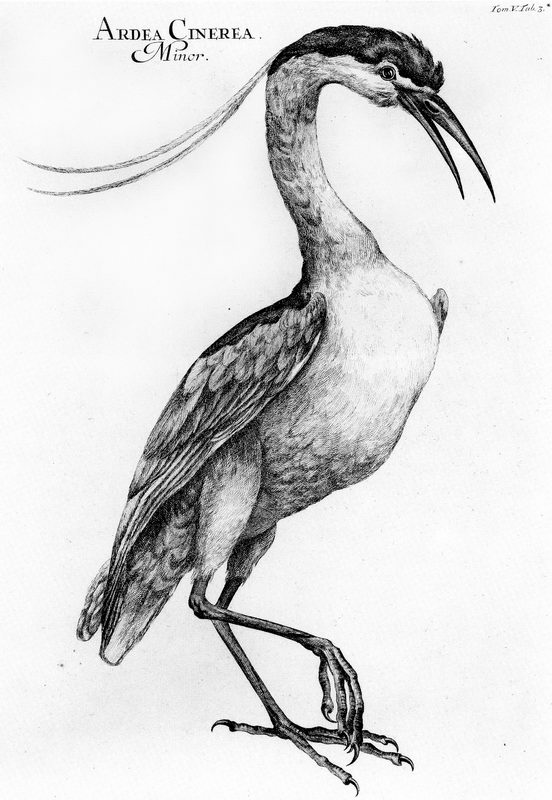
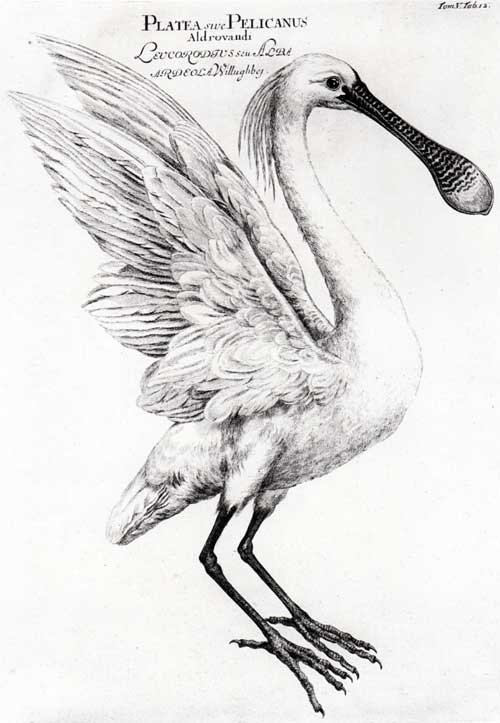
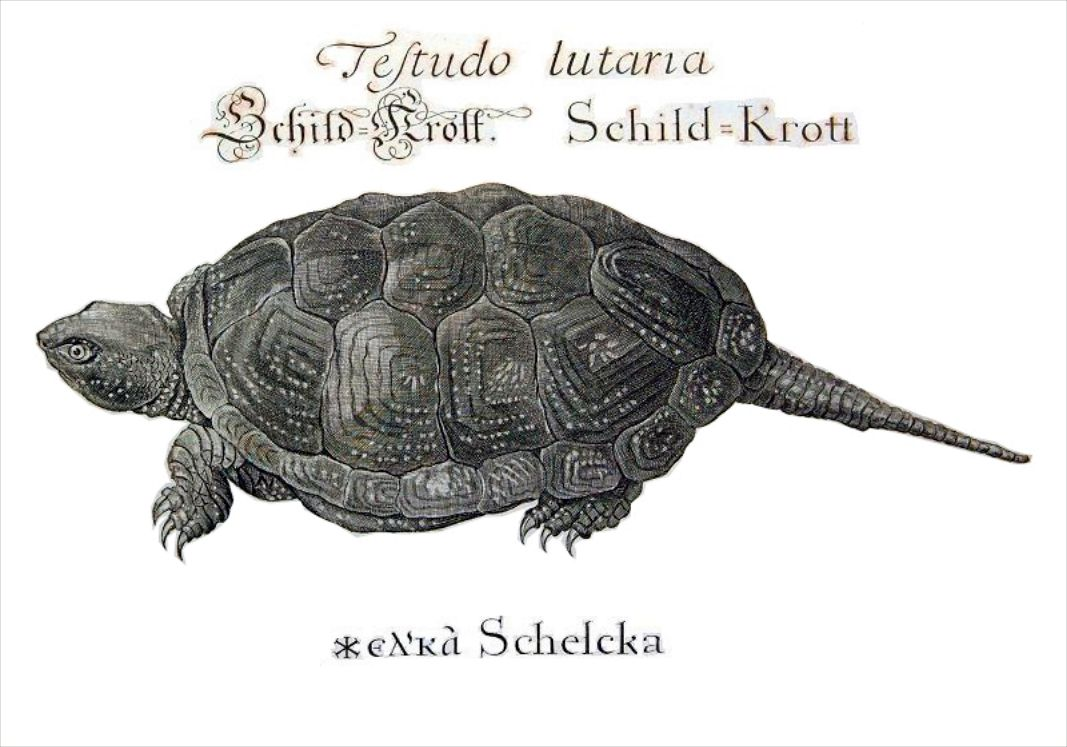
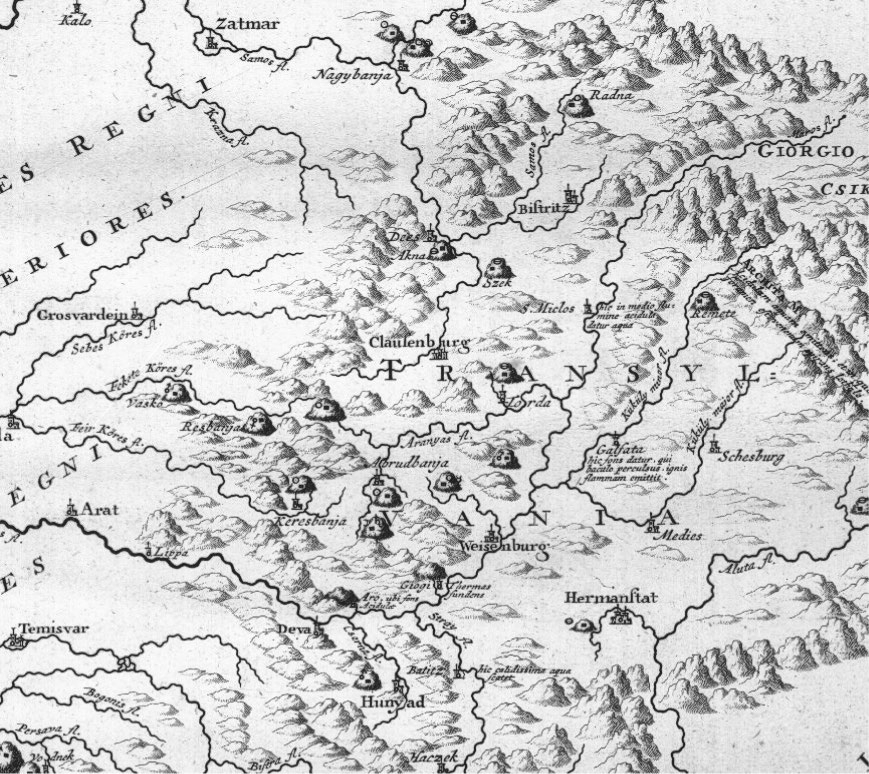
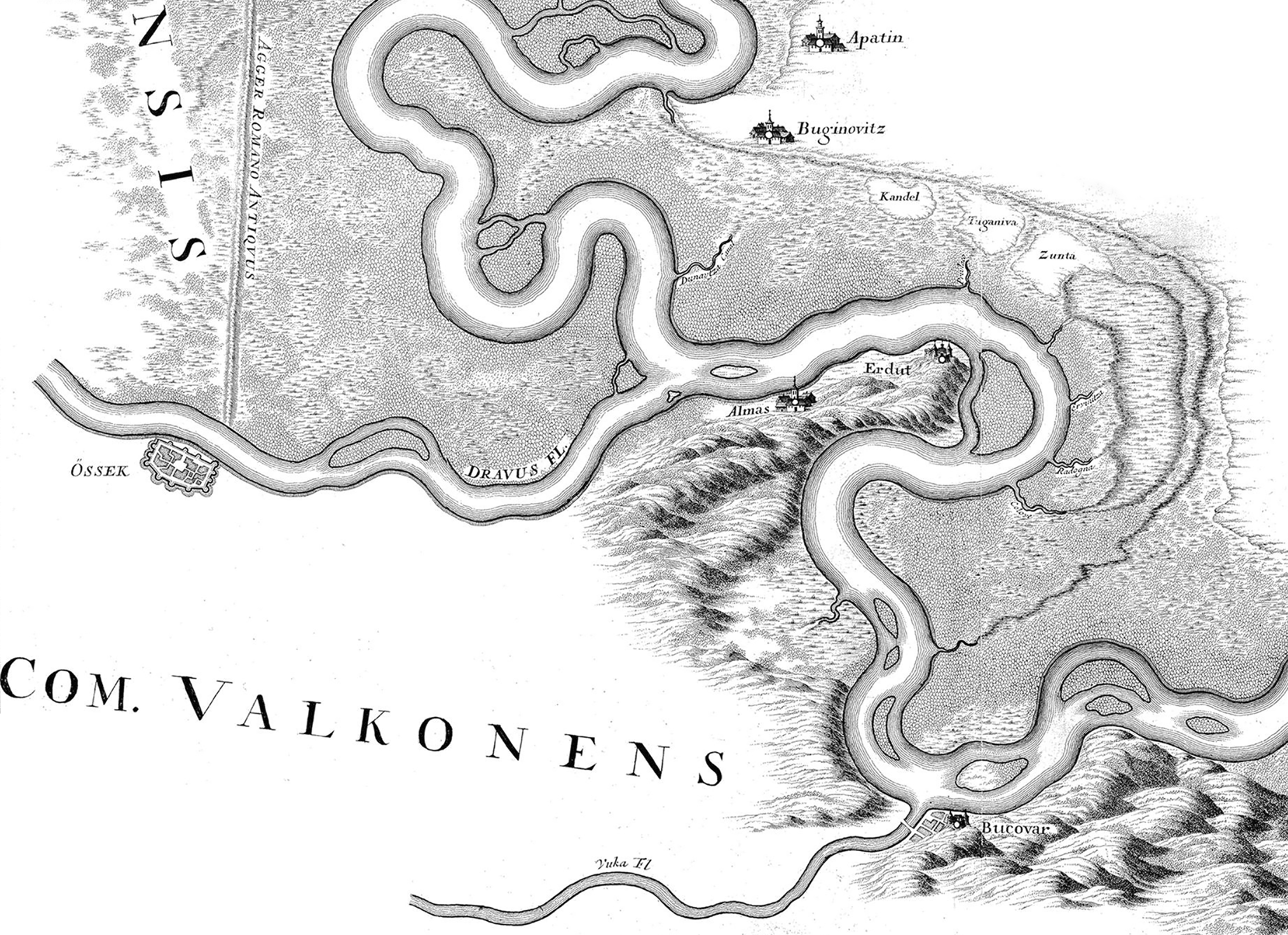

## 著作
- Osservazioni interne al Bosforo Tracio (Rome, 1681)
- Histoire physique de la mer, translated by Leclerc (Amsterdam, 1725)
- Danubius Pannonico-Mysicus, (6 vols.,  Hague, 1726)
- L'Etat militaire de l'empire ottoman (Amsterdam, 1732)